# Đảng Ái quốc Thái
Đảng Ái quốc Thái (tiếng Thái: พรรคไทยรักษาชาติ, RTGS: Phak Thairaksachat; phát âm [pʰák tʰaj rák.sǎː t͡ɕʰâːt]) là một chính đảng Thái Lan.

## Lịch sử

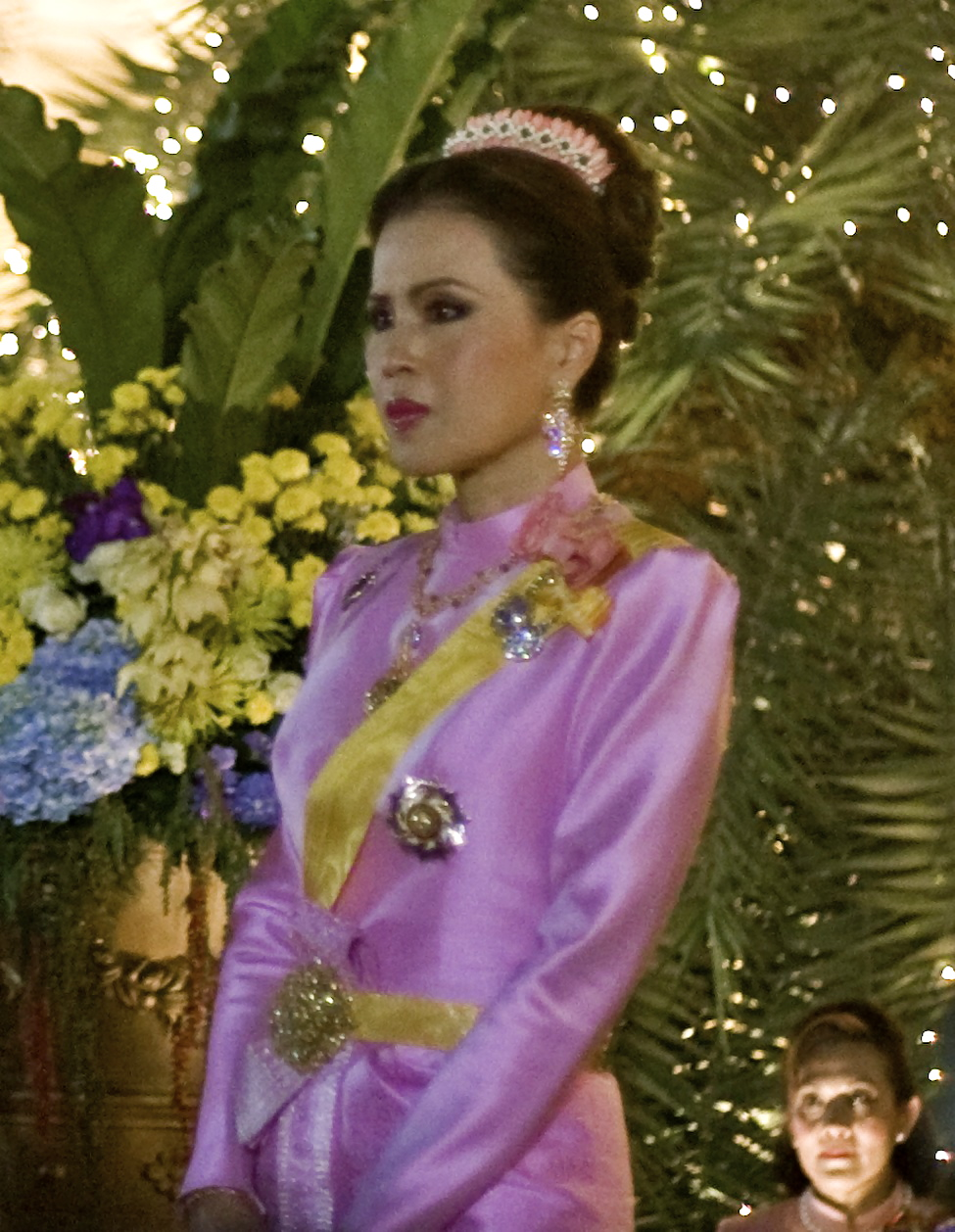
Công chúa Ubol Ratana.

Đảng Ái quốc Thái được thành lập ngày 27 tháng 07 năm 2009 với tư cách một chính đảng nhỏ tại địa hạt Bangkok có phương châm bảo hoàng.
Đảng này qua nhiều lần đổi danh xưng, mãi tới năm 2018 thì đại hội đảng quyết định lấy tên vĩnh viễn là Đảng Ái Quốc. Tuy nhiên, theo giới quan sát, đảng này có vai trò "lực lượng dự bị" của Đảng Vì nước Thái như thừa nhận của các cựu nghị sĩ và bộ trưởng trực thuộc Vì Nước Thái trong cuộc tuyển cử 2019.
Ngày 8 tháng 2 năm 2019, phát ngôn viên Ái Quốc Thái phát đi tuyên bố đề cử công chúa Ubolratana tham gia tranh cử thủ tướng với tư cách đảng viên giành được phiếu ủng hộ nội bộ cao nhất.

## Ủy ban trung ương
| Danh tính                 | Chức vụ         |
| ------------------------- | --------------- |
| FL Preechapol Phongpanich | Chủ tịch        |
| Ruepob Shinawatra         | Phó chủ tịch    |
| Sunee Luengwichit         | Phó chủ tịch    |
| Prutthichai Wiriyaroj     | Phó chủ tịch    |
| Pongsak Phusitsakul       | Phó chủ tịch    |
| Mitti Tiyapairat          | Tổng thư kí     |
| Ton Na Ranong             | Phó tổng thư kí |
| Vim Rungwattanachinda     | Phó tổng thư kí |
| Khanapoj Jomrit           | Phó tổng thư kí |
| Pongkasem Satayaprasert   | Phát ngôn viên  |
| Chayika Wongnabhachan     | Bí thư viên     |
| Wassamol Pengdith         | Thủ quỹ viên    |
| Rungreung Pittayasiri     | Ủy viên         |
| Junlapong Nonsrichai      | Ủy viên         |